# Clinton Rossiter
Clinton Rossiter (18. září 1917, Filadelfie, USA – 11. července 1970, Ithaca, New York, USA) byl historik a politolog, který učil na Cornell University od roku 1946 až do své sebevraždy v roce 1970. Napsal The American Presidency a 20 dalších knih o amerických institucích a historii.